# Liste schwäbischer Adelsgeschlechter/B

## B
| Name                          | Stammsitz | Stand                                                                    | Anmerkungen zu Geschichte und Verbreitung | Mitgliedschaft in Adelsvereinigungen, Bündnissen oder Matrikeln | Links zu relevanten Bildergalerien | Wappen                  |
| ----------------------------- | --- | ------------------------------------------------------------------------ | --- | --- | --- | ----------------------- |
| Babo                          | | Reichsfreiherren                                                         | 1790 erhoben | | |                         |
| Bach                          | Burg Bach bei Neusatz | Edelknechte, Ritter                                                      | erwähnt 1311, erloschen 1538 | Leitbracken | | Scheibler               |
| Baden                         | Hohenbaden, Baden-Baden | Markgrafen                                                               | siehe: Markgrafschaft Baden | Schwäbischer Kreis | weitere Bilder hier |                         |
| Baden-Sponheim                | Burg Sponheim | Markgrafen                                                               | siehe: Markgrafschaft Baden | Leitbracken Schwäbischer Kreis | | Scheibler               |
| Baden-Rötteln                 | Burg Rötteln | Markgrafen                                                               | siehe: Markgrafschaft Baden | Leitbracken Schwäbischer Kreis | | Scheibler               |
| Baldeck                       | Burg Baldeck | Ritteradelig                                                             | erwähnt 1268, im Mannesstamm erloschen 1565, in weiblicher Linie 1603; im 14. Jh. Teilung in zwei Linien, deren eine 1440/47–1536 Schloss Herteneck mit Zubehör, die andere 1427–1594 die Burg Hohengutenberg besaß | Leitbracken Kanton Kocher (1542–65) | | Scheibler               |
| Baldegg                       | Baldegg (kurz vor 1199) | habsburgische Ministeriale Ritteradelige                                 | nannte sich zunächst de Laccu/vom See (Baldeggersee). 1236 erstmals de Baldecke eng an Habsburg angelehnt, viele reichspolitische Dienste: Hartmann II (belegt 1256–92) im Gefolge König Rudolfs I.; Reichsvogt zu Basel, Burggraf von Rheinfelden, Pfleger der österreichischen Vorlande und Landvogt in Burgund. Hartmann III. (belegt 1264–1330/31) habsburgischer Gesandter zum Papst. Ein Mitglied fällt auf habsburgischer Seite bei der Schlacht von Sempach Heiratsverbindungen zu hochadeligen Geschlechtern: 1451 Erbe von Burg Schenkenberg von den Freiherren von Aarau, dass sie aber schon 1460 an Bern verlieren. Johann III. kämpfte im Schwabenkrieg gegen die Eidgenossen. Mit ihm starb 1513 das Geschlecht aus. | Leitbracken Gesellschaft „Vom Fisch und Falken“ Sankt Jörgenschild Schwäbischer Bund                                                                                     | | Scheibler               |
| Baldern                       | Burg Hohenbaldern | staufische und oettingische Ministerialen                                | erwähnt 1251 bis 1353 | | | Neuer Siebmacher        |
| Balgheim                      | Balgheim |                                                                          | erwähnt bis 1488 | | | Scheibler               |
| Bartelstein, Bartenstein      | Bartelstein bei Scheer |                                                                          | erwähnt von 1246 bis 1456 | Leitbracken | | Ingeram-Codex           |
| Baustetten                    | Baustetten | Ritter                                                                   | erwähnt 1293, Mannesstamm erloschen 1541; Maisenburg (vor 1399 bis 1538) | | | Scheibler               |
| Bayer zu Freudenfels          | Überlingen | Patrizier                                                                | Schloss Freudenfels bei Eschenz 1524 erworben; Mannesstamm erloschen 1619 | | | Siebmacher              |
| Beinstein                     | Burg Beinstein | Ritter                                                                   | Siegfried (Seytz) von Beinstein, 1482 Kommandant von Hohenrechberg; 1487 ist ein Seytz von Bynstain Bürgermeister der Freien Reichsstadt Aalen | | | Alberti                 |
| Bemelberg                     | Boyneburg | Reichsritter, Reichsfreiherren seit 1571                                 | Konrad von Boyneburg; Pfandschaft Ehingen-Schelklingen (1530–1567), Bremelau (Do, 1551–1651), Hohenburg-Bissingen (1568–1651), Erolzheim (Do, seit 1594) | Kanton Donau | | Siebmacher              |
| Grafen von Berg               | Stammburg in Berg; weitere Sitze sind Stadtschloss Ehingen, Burgau und Burg Hohenschelklingen | Grafen                                                                   | verwandt mit den Staufern; im 12. Jahrhundert werden Töchter an die Herzöge von Böhmen, Mähren und Polen verheiratet. Graf Heinrich III. erhielt 1212 Burgau zu Lehen und übertrug den erheirateten Titel des Markgrafen (von Ronsberg) auf Burgau. Diese Linie starb 1301 aus. Die andere Linie, welche sich nach der Teilung in zwei Linien von Berg-Schelklingen oder nur von Schelklingen nannte, starb 1346 aus und die Güter kamen an das Haus Österreich. | | Das Wappen der Grafen von Berg findet sich zweimal in der Wappenrolle von Zürich: zuerst als Schaelklingen unter Nr. 38 und zum Zweiten als Schaelchlingen unter Nr. 219. |                         |
| Berg                          | Berg, Öpfingen | Ministerialen der Grafen von Berg                                        | | Leitbracken | | Scheibler               |
| Maiser von Berg               | unbekannt |                                                                          | wolf maiser vom perg; im 15. Jh. Besitz im Zabergäu (als württ. Lehen), erwähnt bis 1488; die Herren von Stammheim führten ein ähnliches Wappen | Leitbracken | | Ingeram-Codex Scheibler |
| Berler (von Tullau)           | Schwäbisch Hall Tullau | Patrizier                                                                | Berlerhof im 16. Jh. erloschen | | | Siebmacher              |
| Bernhausen                    | Bernhausen: bereits im 14. Jahrhundert an Württemberg mit Katzenstein, Dunstelkingen, Bittenfeld, Buchenbach von 1542–1569 im Kanton Kocher mit Schloss Oberherrlingen und Schloss Klingenstein im Kanton Donau (18. Jahrhundert) | Reichsritter Freiherren (1790)                                           | | Leitbracken Kanton Kocher (1542–69) Kanton Donau | | Scheibler               |
| Bernstadt                     | Bernstadt | Niederadel                                                               | letztmals erwähnt 1510 | Leitbracken | | Siebmacher              |
| Beroldingen                   | Gündelhart (H) Wildtal (H), Teile von Umkirch (H), Horn (K), Graneck (N-Schw), Friedeck (N-Schw), Niedereschach (N-Schw) | Eidgenössischer Landadel Reichsritter Freiherren (1790) Grafen seit 1800 | | Kanton Hegau (H) (1790) Kanton Kocher (K) Kanton Neckar-S> | |                         |
| Bettringen (Bättringen)       | Turmburg Bettringen bei Schwäbisch Gmünd | Ritter                                                                   | Erloschene Ministeriale der Staufer; 1218 mit Hadewig von Bettringen erstmals erwähnt; im 14. Jahrhundert Stammsitz an Kloster Gotteszell verkauft. | | | Alberti                 |
| Beuren                        | Beuren (Salem)? | Ritter                                                                   | | Leitbracken | | Ingeram-Codex           |
| Bindstein, Binstein           | Burg Bindstein | niederadlig, im 15. und 16. Jahrhundert Herbrechtinger Bürger und Bauern | | | | Neuer Siebmacher        |
| Blankenstein                  | Blankenstein | Edelfreie                                                                | Stammsitz 1320 an Württemberg verkauft, später in Mühlhausen am Neckar ansässig, erloschen 1471 | | | Scheibler               |
| Blarer von Girsberg           | St. Gallen, Konstanz, Girsberg | Bürgerlich                                                               | Zweig der Blarer von Wartensee | | | Siebmacher              |
| Bletz von Rotenstein          | | Reichsritter                                                             | | Ritterkreis Schwaben | | Siebmacher              |
| Blindheim                     | Blindheim | Ritter                                                                   | erwähnt von 1256 bis 1471 | Leitbracken | | Ingeram-Codex           |
| Blumenegg                     | nach Lit. unklar, ob der Stammsitz Blumenegg im Walgau war, oder eher Blumberg bzw. Blumegg |                                                                          | | Leitbracken | | Scheibler               |
| Bochingen                     | Bochingen |                                                                          | erwähnt bis 1447 | Leitbracken | | Ingeram-Codex           |
| Böcklin von Böcklinsau        | Straßburg | ritteradelig Freiherren                                                  | Rust (Or), Bischheim (UE) | Leitbracken, Kantonsbezirk Ortenau, Unterelsässische Ritterschaft | | Ingeram-Codex           |
| Bodman                        | Hohenbodman | Reichsritter Freiherren                                                  | Teilt sich im 15. Jahrhundert in die Linien Bodman zu Bodman und Bodman zu Möggingen | Leitbracken Sankt Jörgenschild (Teil Hegau und am Bodensee (1488)) Schwäbischer Bund Kanton Hegau                                                                        | | Scheibler               |
| Bodmann zu Bodmann            | Bodman, Espasingen, Wahlwies, Kargegg, Mooshof, 1786 Kauf Liggeringens, 1790 Kauf der Herrschaft Schlatt am Randen(?) | Reichsritter, Freiherren                                                 | | Kanton Hegau | | Siebmacher              |
| Bodmann zu Kargegg            | Kargegg | Reichsritter                                                             | nach Verzicht auf Espasingen und Wahlwies von Bodman zu Bodman abgespalten | Kanton Hegau | |                         |
| Bodmann zu Möggingen          | Möggingen, Liggeringen, Güttingen, Wiechs | Reichsritter, Freiherren                                                 | Teilte sich im 18. Jhd. in Bodman zu Möggingen, Bodmann zu Güttingen, Bodman zu Wiechs | Kanton Hegau | |                         |
| Bodmann zu Wiechs             | Wiechs | Reichsritter, Freiherren                                                 | | Kanton Hegau | |                         |
| Bondorff                      | Bondorf |                                                                          | Zweig der Herren von Weitingen | Leitbracken | | Scheibler               |
| Bopfingen                     | Bopfingen | Ritter                                                                   | erwähnt 1153 bis 1513, im 13. Jh. als Kämmerer und Marschall | Leitbracken | | Scheibler               |
| Boser                         | Wetzisreute |                                                                          | | | |                         |
| Boßweil, Boswil               | Boswil | habsburgische Ministerialen                                              | | | | Scheibler               |
| Brackwang                     | Brackwang | Reichsministerialen                                                      | 1236 Rudolf von Brackwang (Reichsministeriale) 1287 Rüdiger von Brackwang (Mönch) | | |                         |
| Brandenburg zu Riet           | Biberach, Buchau | Reichsritter                                                             | im 16. Jhd. und Anfang des 17. Jahrhunderts im Reichskreis Schwaben | Kanton Neckar-Schwarzwald | | Siebmacher              |
| Branthoch, pranfthoch         | |                                                                          | um 1200 bis 1484 erwähnt, vor allem im Raum Horb Parteigänger der Zollern | Leitbracken | | Ingeram-Codex Scheibler |
| Freiherren von Brandis        | Burg Brandis im Emmental |                                                                          | | Leitbracken | | Ingeram Codex           |
| Breitschwert (von Buchenbach) | Ehningen | Reichsritter, Freiherren                                                 | Seit 1554 Reichsritter; 1659 Erwerb des Buchenbachhofs bei Winnenden. 1695 Schlössle Höfen; 1824 Freiherrenstand bestätigt | Kanton Kocher (1659–1711) | | Siebmacher              |
| Breuning von Buchenbach       | Tübingen | Reichsritter                                                             | Im 13. Jahrhundert erstmals genannte Familie; als Vögte Amtmänner der Württemberger. 1587 Erwerb des Buchenbachhofs, dass sie wieder 1659 abgaben | Kanton Kocher (1592–1668) | | Siebmacher              |
| Brie                          | Burg Brie bei Bad Cannstatt | Ritter                                                                   | 1247 erstmals erwähnt; im 14. Jahrhundert ausgestorben | | | Alberti                 |
| Brüden                        | Burg Altenberg bei Oberbrüden | Ritter und Ministeriale derer von Ebersberg                              | 1257 mit Ritter Albert von Brüden erstmals erwähnt; im 14. Jahrhundert erloschen | | |                         |
| Brunnen                       | Bronnen (Achstetten) (?) |                                                                          | im 14. Jh. wird ein Brun von Brunnen genannt, dem Alberti a) dieses Wappen, b) mit Fragezeichen den Ort zuordnet | Leitbracken | | Ingeram-Codex           |
| Bubenhofen                    | Leinstetten, Bettenhausen, Burg Lichtenstein, Justingen | Reichsritter Personalist                                                 | Ursprünglich zwischen Rosenfeld und Binsdorf beheimatet, bildeten sie um Geislingen (bei Balingen), Dotternhausen, Bronnhaupten, Hausen a.T. und Roßwangen eine Herrschaft aus, die sie durch weitere Pfandschaften ergänzten. Ebenso gehörten Falkenstein, Hettingen und Justingen, letzteres von 1497 bis 1530, zu ihrem Besitz. Sie waren österreichische und württembergische Räte. Besitzteilungen und Schulden führten ab dem frühen 16. Jahrhundert zum Niedergang. | Leitbracken Sankt Jörgenschild Teil am Neckar (1488) Schwäbischer Bund Kanton Neckar-Schwarzwald Kanton Kocher (mit Kleinsüßen, 1575 erworben, Winzingen, 1621 erworben) | Epitaph der Herren von Bubenhofen weitere Bilder hier | Scheibler               |
| Burggraf (von Zusameck)       | Augsburg | Patrizier                                                                | Zusameck, Burtenbach, Glött | Leitbracken | | Scheibler               |
| Bussnang                      | Bussnang | Freiherren                                                               | | Leitbracken | | Ingeram CodexScheibler  |